# Croth
Croth ist eine französische Gemeinde mit 1.419 Einwohnern (Stand: 1. Januar 2022) im Département Eure in der Region Normandie. Sie gehört zum Arrondissement Évreux und zum Kanton Saint-André-de-l’Eure. Die Bewohner werden Crothois und Crothoises genannt.
Die Gemeinde erhielt 2022 die Auszeichnung „Eine Blume“, die vom Conseil national des villes et villages fleuris (CNVVF) im Rahmen des jährlichen Wettbewerbs der blumengeschmückten Städte und Dörfer verliehen wird.

## Geografie
Croth liegt im östlichen Teil des Départements Eure am Fluss Eure, der die südliche und südöstliche Gemeindegrenze bildet, 65 Kilometer westlich von Paris. Umgeben wird Croth von den Nachbargemeinden Bois-le-Roi im Norden und Nordwesten, L’Habit und Mouettes im Norden, Ézy-sur-Eure im Nordosten, Saussay im Osten, Sorel-Moussel im Süden und Südosten, Marcilly-sur-Eure im Süden und Südwesten sowie Saint-Laurent-des-Bois im Westen.

## Einwohnerentwicklung
| Jahr      | 1962 | 1968 | 1975 | 1982 | 1990  | 1999  | 2006  | 2018  |
| --------- | ---- | ---- | ---- | ---- | ----- | ----- | ----- | ----- |
| Einwohner | 476  | 538  | 598  | 764  | 1.143 | 1.293 | 1.309 | 1.362 |

## Sehenswürdigkeiten
- Der Gravier de Gargantua (deutsch Gargantuas Kiesel) ist ein Megalith nahe der Forststraße „Chemin de Gargantua“ in Buisson de Croth, südwestlich von Croth.

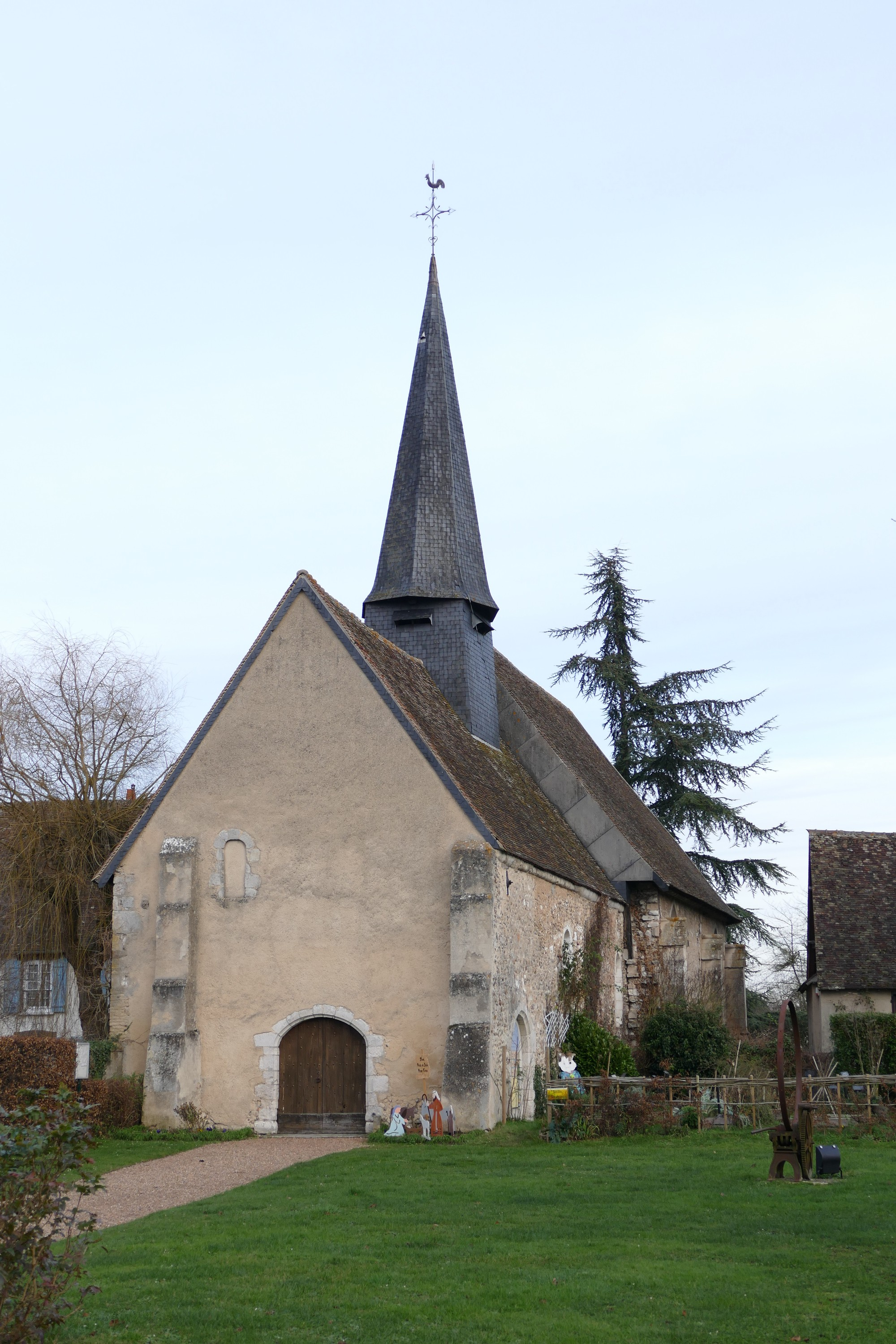
Kirche Notre-Dame

- Kirche Notre-Dame

## Persönlichkeiten
- Jacques Desiré Laval (1803–1864), Spiritaner, Seliger der römisch-katholischen Kirche